# Almázcara
Almázcara es una localidad española del municipio de  Congosto, en la comarca de El Bierzo, provincia de León, comunidad autónoma de Castilla y León. Situada en la margen derecha del río Boeza (afluente del Sil), se encuentra entre las dos localidades más importantes de la comarca, Ponferrada y Bembibre.

## Geografía
Se encuentra:
- Al NE de San Miguel de las Dueñas
- Al SO de Villaverde de los Cestos
- Al SE de Congosto
- Al N de Calamocos
- Al NO de Castropodame

## Historia
Referencia histórica extraída del Diccionario geográfico-estadístico-histórico de España y sus posesiones de Ultramar, obra publicada por Pascual Madoz entre 1845 y 1850: 
En la provincia de León (15 leg.), partido judicial de Ponferrada (1 1/2), dióc de Astorga (8), y ayuntamiento de Congosto.
Sit. á la márg. izquierda del río Boeza en una espaciosa y alegre llanura: su Cuma sano. Constado 70 Casas, de dos altos, muchas cubiertas de pizarra , formando una sola calle bastante regular ; la iglesia parroquial dedicada á San Esteban Protomartir, está servida por un cura que presentan el marqués de San Saturnino y otros partícipes ; hay además una ermita bajo la advocación del Sto. Cristo. Confina el Término por N. con el de Congosto, por E. con el de Sau Roman de Bembibre, por S. con el de Villaverde de los Cestos, y por O. con el de San Miguel de las Dueñas ; le baña por S. el referido Boeza, y el Terreno, aunque en lo general de secano, es fuerte de fondo y buena calidad: los Caminos son vecinales , de rueda y bien cuidados. Proo.: cereales y legumbres de todas clases , vino, lino y castañas: cría ganado vacuno , lanar , caballar y mular : hay algunos telares de lienzo. Pobl.. : 68 veciudad 250 aim. : coNTii. con el ayuntamiento

## Demografía
Evolución de la población en el siglo XXI
| Gráfica de evolución demográfica de Almázcara entre 2000 y 2020    |
|                                                                    |
| Población de derecho (2000-2020) según el padrón municipal del INE |

## Economía
Almázcara ha sido tradicionalmente una localidad agrícola y ganadera con pequeñas explotaciones de carácter familiar, predominando el minifundio tanto de regadío como de secano.
Destacan sus viñedos centenarios ubicados principalmente en las faldas de una elevación conocida como La Chana. Los tipos de uva que más predominan son la mencía y el godello, contando con dos bodegas cuyos vinos están incluidos dentro de la D.O. Bierzo.

## Comunicaciones
La localidad tiene enlace con la A-6 Madrid-La Coruña. La antigua N-VI tiene también paso por Almázcara, recibiendo actualmente el nombre de Avenida de El Bierzo.

## Cultura

### Patrimonio

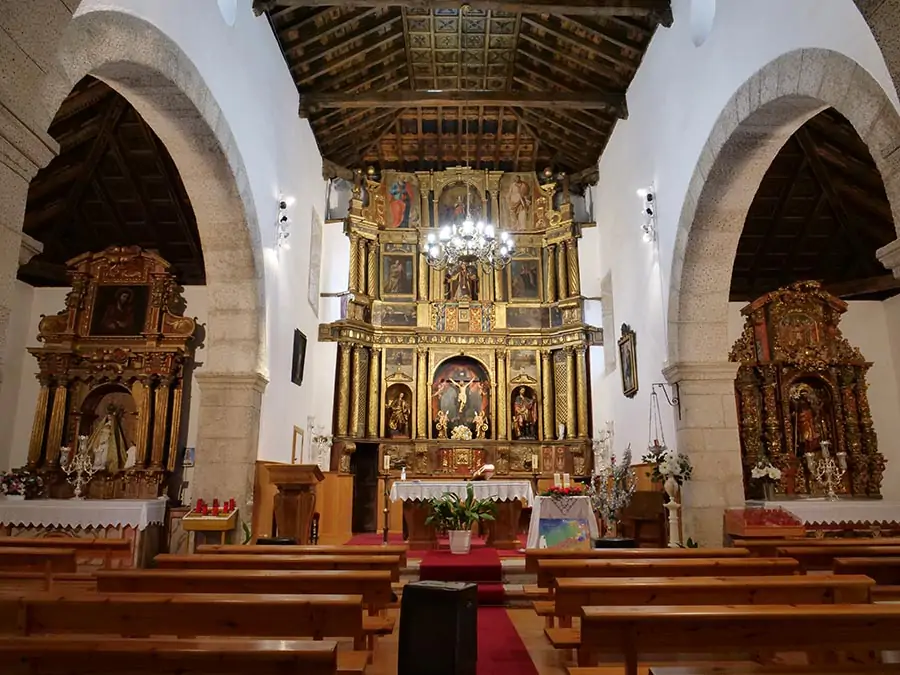
Retablo de la iglesia de Almázcara

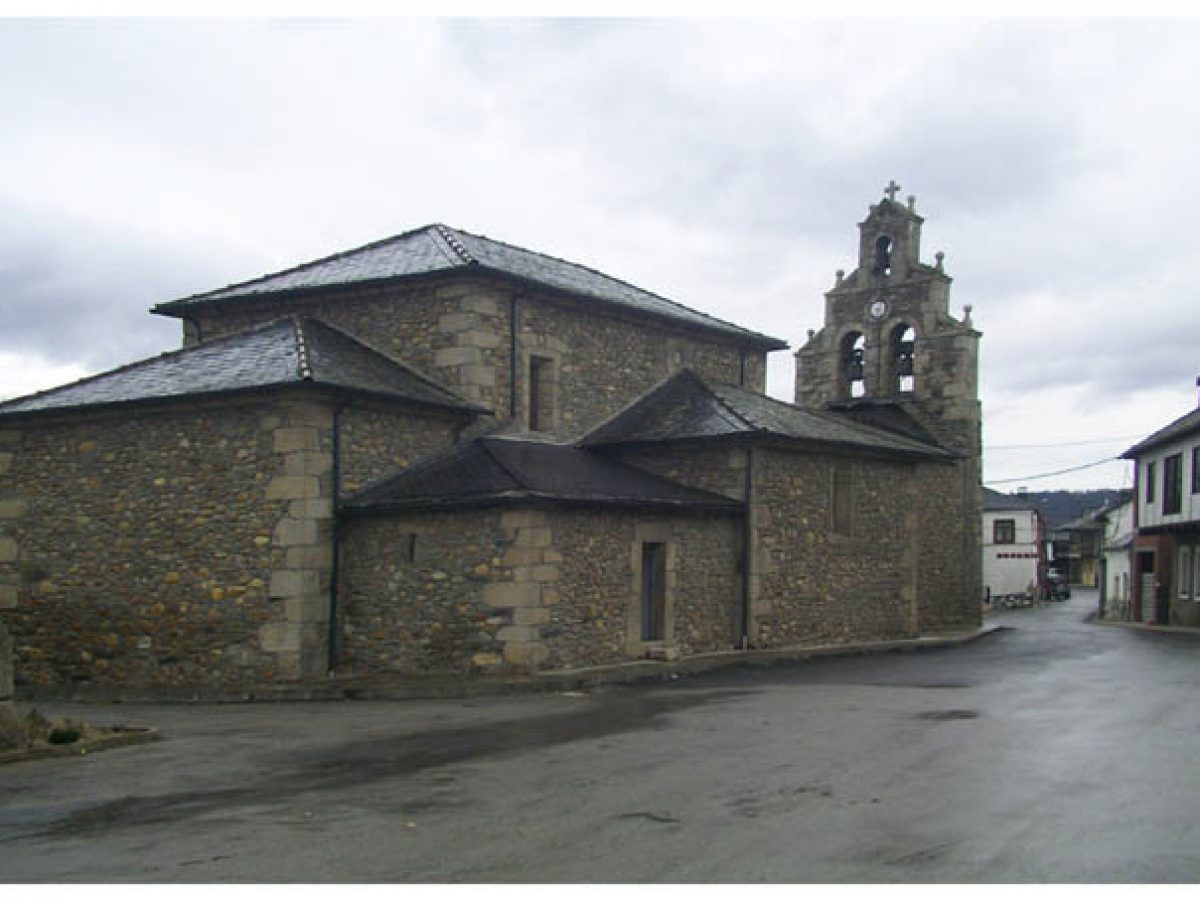
Iglesia de Almázcara

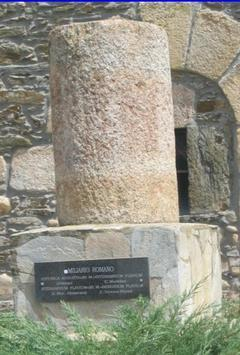
Miliario romano

Iglesia del pueblo levantada en 1733, de cruz latina y cubierta con artesonado. El retablo mayor es mixto de escultura y pintura, de estilo barroco y pertenece al convento de Nª Sra. de Gracia de Ponferrada, trasladado a Almázcara después de la desamortización de 1847. 
Dos miliarios romanos encontrados en el castro romano de las Murielas y que actualmente están expuestos en el exterior de la iglesia.
Ermita situada a las afueras del pueblo. 
Por sus calles pasa el Camino de Santiago a través de la ruta conocida como Camino por el Manzanal, que cuenta ya con el reconocimiento de la Junta de Castilla y Léon como Camino a Santiago tradicional, y que supone al mismo tiempo el reconocimiento de la ruta por el Bierzo Alto.
En el museo Alto Bierzo, de Bembibre, se encuentra una lápida encontrada en Almázcara por un vecino (Álvaro Suárez, hijo de Virginia), un fragmento de estela epigráfica romana sobre bloque de granito con texto en su parte inferior (AMBATI/F.VIRO) localizada en 1998.

### Fiestas
- Primer domingo mayo: Fiestas en honor a la Virgen de la Santa Cruz.
- 26 de diciembre: San Esteban, patrón del pueblo.